# Robert Axelrod
Acest articol este despre un profesor de științe politice și de politici publice. Mai există și un actor pe nume Robert Axelrod.
Robert Axelrod (n. 27 mai 1943, Chicago, Illinois, SUA) este profesor de științe politice și de politici publice la Universitatea din Michigan, SUA.
Înainte de venirea la Michigan, a mai predat la Universitatea din California, Berkeley (1968-1974). Deține un masterat în matematică obținut la Universitatea din Chicago (1964), și un doctorat în științe politice la Yale (1969).
Este foarte cunoscut pentru munca sa interdisciplinară asupra evoluției cooperării care a fost citată în peste trei mii de articole. Munca sa curentă de cercetare include teoria complexității (în special modelarea bazată pe agent) și securitatea internațională. Printre onorurile și premiile obținute se numără și calitatea sa de membru al Academiei Naționale de Științe, deținător al unei burse MacArthur pe o perioadă de cinci ani, Premiul Newcomb Cleveland al Asociației Americane pentru Progres Științific datorită contribuției sale la majore la dezvoltarea științei și Premiul Academiei Naționale de Științe pentru cercetarea relevantă a comportamentului în scopul prevenirii războiului nuclear.
Recent, Axelrod a ținut consultații și cursuri despre promovarea cooperării pentru Națiunile Unite, Banca Mondială, Departamentul American de Apărare,  și diferite organizații din domeniile sănătății, comerțului și educației.